# Magmar
Magmar (japanski: ブーバー Būbā) jedan je od 1025 fiktivnih vrsta Pokémona iz medijske franšize Pokémon, skupa Pokémon videoigara, animiranih serija, manga stripova, knjiga, igraćih karata i drugih medija kojima je tvorac Satoshi Tajiri. Svrha je Magmara u videoigrama, animiranoj seriji i manga stripovima, kao i svrha ostalih Pokémona, borba s divljim Pokémonima – neukroćenim stvorenjima koje igrači i likovi pronalaze dok kreću na razne avanture – i pripitomljenim Pokémonima drugih Pokémon trenera.

## Etimologijaimena
Ime Magmar dolazi od engleske riječi "magma" = magma, odnoseći se na Magmarov Vatreni tip Pokémona. Ime Magmar odnosi se na čitavu vrstu ovog Pokémona, kao i pojedinačne primjerke vrste u Pokémon igrama, animiranoj seriji i manga stripovima.

## Pokédex podaci
- Pokémon Red/Blue: Njegovo tijelo uvijek gori narančastim sjajem što mu omogućuje savršeno stapanje s plamenom.
- Pokémon Yellow: Rođen je u aktivnom vulkanu. Tijelo mu je uvijek obavijeno plamenom, što njegovoj pojavi daje dojam plamteće kugle.
- Pokémon Gold: Ne voli hladna područja, pa stoga bljuje vatru kako bi prilagodio okolinu svojim potrebama.
- Pokémon Silver: Vatrena površina njegova tijela odaje treperav, namreškan sjaj koji nalikuje suncu.
- Pokémon Crystal: Aktivniji je u toplijim područjima. Sposoban je zaliječiti rane uranjajući ih u lavu.
- Pokémon Ruby/Sapphire: Tijekom borbe, Magmar bljuje intenzivno vruće plamenove iz svih dijelova tijela kako bi zastrašio protivnika. Izbijanja vatre s ovog Pokémona uzrokuju toplinske valove koji pale travu i obližnje drveće.
- Pokémon Emerald: Ispaljuje snažne plamenove iz svih dijelova tijela kako bi zstrašio protivnika. Ovi izboji vatre stvaraju toplinske valove koji spaljuju travu i drveće u blizini.
- Pokémon FireRed: Može ga se pronaći u blizini kratera vulkana. Tjelesna temperatura ovog plamenobacača iznosi preko 1200 °C.
- Pokémon LeafGreen: Njegovo tijelo uvijek gori narančastim sjajem što mu omogućuje savršeno stapanje s plamenom.
- Pokémon Diamond/Pearl: Rođen unutar vulkana, njegovo je tijelo prekriveno plamenovima koji sjaje i trepere poput sunca.

## U videoigrama
Divlji Magmar dostupan je samo u nekim igrama. U Pokémon Blue igri, Magmara se može pronaći na otoku Cinnabaru u napuštenoj Pokémon vili, dok se u igrama Pokémon Red i Pokémon Yellow ne može pronaći u divljini. U igri Pokémon Gold i Silver, može ga se pronaći u Spaljenom tornju, dok u igri Pokémon Crystal, Magmara se može pronaći unutar Planine Silver. U Pokémon LeafGreen igri, može ga se pronaći izvan Planine žara.
Magmar posjeduje visoke Attack, Special Attack i Speed statuse.
Magmar posjeduje Pokémon sposobnost Vatrenog tijela (Flame Body), koja kod protivnika koji ga je napao fizičkim napadom može izazivati opekline.
U četvrtoj generaciji Pokémona, u igrama Pokémon Diamond i Pearl igrama, Magmar je dobio svoj evolucijski oblik, razvijajući se u Magmortara, Vatrenog Pokémona 1. stupnja. Kako bi se Magmar razvio u Magmortara, treba se izvršiti razmjena Pokémona, s time da Magmar mora držati Magma pojačivač (Magmarizer).

## Tehnike
| Prirodne tehnike                | Prirodne tehnike | Prirodne tehnike |
| ------------------------------- | ---------------- | ---------------- |
| Tehnika                         | Vrsta tehnike    | Razina           |
| Smog (Smog)                     | Otrovni          |                  |
| Opaki pogled (Leer)             | Normalni         |                  |
| Žeravica (Ember)                | Vatreni          | 7                |
| Dimna zavjesa (SmokeScreen)     | Normalni         | 10               |
| Lukavi napad (Faint Attack)     | Mračni           | 16               |
| Vatreni vrtlog (Fire Spin)      | Vatreni          | 19               |
| Zbunjujuća zraka (Confuse Ray)  | Duh              | 25               |
| Vatreni udarac (Fire Punch)     | Vatreni          | 28               |
| Izljev lave (Lava Plume)        | Vatreni          | 37               |
| Bacač plamena (Flamethrower)    | Vatreni          | 41               |
| Sunčani dan (Sunny Day)         | Vatreni          | 52               |
| Vatrena eksplozija (Fire Blast) | Vatreni          | 58               |

## Statistike
| HP:      | 65  |  |
| Attack:  | 95  |  |
| Defense: | 57  |  |
| Special: | 85  |  |
| SpAtk:   | 100 |  |
| SpDef:   | 85  |  |
| Speed:   | 93  |  |

Statistika Special korištena je samo tijekom prve generacije; kasnije je podijeljenja na Special Attack i Special Defense statistike.

## U animiranoj seriji
Magmar se često pojavljivao u Pokémon animiranoj seriji. Magmar se prvi put pojavio u animiranoj seriji pod vodstvom Blainea, Vođe dvorane grada Cinnabara, 
U epizodi 147, Magmara je koristio prerađivač ugljena, dok je u epizodi 264, drugi Magmar sudjelovao u borbi protiv Larvitara. Još se jedan Magmar pojavio u epizodi 271, kao jedan od Garyjevih Pokémona. 